# Бураков, Иван Ефимович
Ива́н Ефи́мович Бурако́в (1888—1952) — бригадир слесарей депо Москва-Сортировочная Московско-Казанской железной дороги; один из организаторов первого субботника.

## Биография
Родился в 1888 году в деревне Старая Тяга Можайского уезда.
Работал железнодорожником с 1909 года. В марте 1917 года вступил в РСДРП. В 1917 году был депутатом Моссовета, участвовал в боях за советскую власть в октябре 1917 года. В 1918—1919 годах был бригадиром в депо Москва-Сортировочная. 12 апреля 1919 года руководил первым субботником в этом депо.
В 1924—1928 годах Бураков — председатель исполкома Сокольнического совета, член Президиума Моссовета. Впоследствии находился на административно-хозяйственной работе, а с 1940 года — на пенсии.
Жил в Москве на Нижней Красносельской улице, 49. Умер в 1952 году в Москве. Похоронен на Введенском кладбище (19 уч.).

## Память
- Именем Буракова в 1967 году названа улица — бывшие 1-й проулок Соколиной горы и Золотая улица (в районе шоссе Энтузиастов). На ней же расположен монумент Первому субботнику.
- На станции Москва-Сортировочная и на улице Буракова, 8 ему установлены мемориальные доски.
- О нём написана книга: Грязнов А., Смирнов И. «Комиссар депо». Москва, 1979.